# الوسادة الدهنية أسفل الرضفة
الوسادة الدهنية أسفل الرضفة (بالإنجليزية: Infrapatellar fat pad)‏ هي قطعة اسطوانية من الدهون تقع تحت وخلف عظمة الرضفة داخل الركبة.

## أهمية سريرية
لوحة الدهون هي بنية طبيعية ولكن يمكن أن تصبح مشكلة في بعض الأحيان:
- يمكن أن تصبح تالفة ومؤلمة
- يمكن إزالته عن عمد في جراحة تنظير المفصل لجعله أسهل على الجراح لمعرفة ما يفعله - ولكن هذا يمكن أن يؤدي أيضًا إلى الندوب والألم.
- يمكن أن تصبح مفرطة الضخامة ويمكن أن تصطدم بين الرضفة واللقمة الفخذية، مما يتسبب في ألم حاد عند تمديد الساق. وهذا ما يسمى متلازمة الدهون تحت الفكي (infrapatellar fat syndrome) أو متلازمة هوفا Hoffa syndrome.
- يمكن أن تصبح مشاركة في عملية التهاب المفاصل وتصبح متوترة (متليفة) وتقلص، مما يسحب الرضفة إلى وضع منخفض بشكل غير طبيعي.